# Pedro Diniz
Pedro Paulo Diniz, född 22 maj 1970 i São Paulo, är en brasiliansk racerförare. Han bor i Monaco.

## Racingkarriär
Pedro Diniz' far ägde en supermarketkedja och ett distributionsbolag och var en av Brasiliens rikaste personer, men sonen fick istället för att arbeta inom faderns verksamhet hjälp att satsa på en karriär inom racing. Han började köra karting 1987 och två år senare Formel Ford hemma i Brasilien. Diniz tävlade i Sydamerikanska F3-mästerskapet 1990, i Brittiska F3-mästerskapet 1991 och i formel 3000 för Forti Corse 1993-1994. 
Forti Corse hade alltid önskat att ta klivet upp i formel 1 och Diniz' familj hjälpte dem att uppnå detta 1995. Stallets förare blev Pedro Deniz och veteranen Roberto Moreno, även han brasilianare. Diniz' hyfsade resultat, men också hans ekonomiska bakgrund, gjorde honom attraktiv som förare och 1996 skrev han på för Ligier.

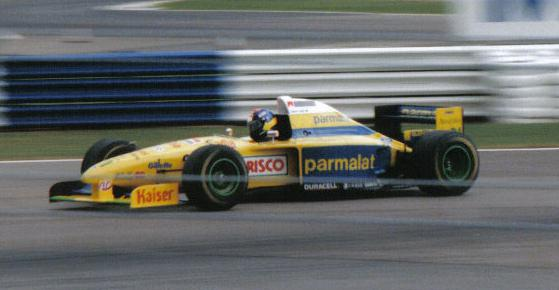
Pedro Diniz under Storbritanniens Grand Prix 1995

Hans bästa resultat var sjätteplatserna i Spanien och Italien. Året efter lämnade stallchefen Tom Walkinshaw Ligier och gick till Arrows och tog då Diniz med sig. Där blev Diniz stallkamrat med den regerande världsmästaren Damon Hill, som han slog flera gånger, exempelvis i Luxemburg där Diniz kom femma. 
Efter ytterligare en säsong i Arrows gick han till Sauber 1999. Diniz överlevde en mycket stor olycka vid starten av Europas Grand Prix 1999 då rullningsskyddet slets loss från hans bil. Han körde under säsongen ihop tre poäng, medan hans stallkamrat Jean Alesi fick två. Under den andra säsongen i Sauber blev det inte några poäng alls och därefter kunde Diniz inte hitta någon ny förarplats. I slutet av 2000 beslöt då hans familj att köpa 40 procent av Prost Grand Prix, men Pedro Diniz tävlade inte själv utan ingick istället i den operativa ledningen ett par månader, innan familjen blev osams med grundaren Alain Prost. Diniz lämnade då F1 och började istället promota Formel Renault i Sydamerika.

## F1-karriär
| Säsong | Stall/Tillverkare  | Poäng | Placering |
| ------ | ------------------ | ----- | --------- |
| 1995   | Forti-Ford         | 0     | –         |
| 1996   | Ligier-Mugen Honda | 2     | 15        |
| 1997   | Arrows-Yamaha      | 2     | 16        |
| 1998   | Arrows             | 3     | 14        |
| 1999   | Sauber-Petronas    | 3     | 14        |
| 2000   | Sauber-Petronas    | 0     | –         |